# Ivan Žiga
Ivan Žiga (* 21. srpna 1972) je bývalý slovenský fotbalista, útočník.

## Fotbalová kariéra
Hrál za ŠK Slovan Bratislava, Artmédii Bratislava, v Malajsii za Selangor Public Bank a Sarawak FA a v Rakousku za Kremser SC. Mistr Československa 1992. V československé lize nastoupil v 1 utkání. V evropských pohárech odehrál 1 utkání.

## Ligová bilance
| Ročník                                   | Zápasy | Góly | Klub               |
| ---------------------------------------- | ------ | ---- | ------------------ |
| 1. československá fotbalová liga 1991/92 | 1      | 0    | Slovan Bratislava  |
| Corgoň liga 1996/97                      | 23     | 1    | Artmedie Petržalka |
| Corgoň liga 1997/98                      | 26     | 2    | Artmedie Petržalka |
| Corgoň liga 1998/99                      | 25     | 2    | Artmedie Petržalka |
| Corgoň liga 1999/00                      | 14     | 0    | Artmedie Petržalka |
| CELKEM                                   | 89     | 5    |                    |

## Kauza ovlivňování výsledků
V září 2013 jeho jméno figurovalo v rozsáhlé kauze zmanipulovaných zápasů ve prospěch asijských sázkařských gangů. Měl vybírat vhodné zápasy a fungovat jako organizátor, spojka mezi asijskými sázkovými kancelářemi a zaplacenými fotbalisty, kterým měl prostřednictvím dalších osob (Róbert Rák, Marián Dirnbach) nabízet úplatek v rozpětí od 2 000 do 60 000 eur za zmanipulovaný zápas. Žiga v minulosti hrál v Malajsii. V prosinci 2013 padl verdikt disciplinární komise Slovenského fotbalového svazu – zákaz činnosti na 25 let.